# (1324) Knysna
(1324) Knysna – planetoida z pasa głównego asteroid okrążająca Słońce w ciągu 3 lat i 85 dni w średniej odległości 2,19 au. Została odkryta 15 czerwca 1934 roku w Union Observatory w Johannesburgu przez Cyrila Jacksona. Nazwa planetoidy pochodzi od Knysny, miasta w Południowej Afryce. Przed nadaniem nazwy planetoida nosiła oznaczenie tymczasowe (1324) 1934 LL.